# Micheline Charest
Micheline Charest (n. 1953, Londra – d. 14 aprilie 2004, Montréal) a fost o producătoare canadiană de televiziune, fondatoare (și fost copreședinte) al grupului CINAR (mai târziu Cookie Jar Entertainment, iar acum DHX Media).

## Biografie
În 1984, Charest și Weinberg și-au schimbat accentul de la distribuția media la producție și au mutat afacerea în Montreal, unde s-au concentrat pe programele de televiziune pentru copii din cauza situației fiscale favorabile dezvoltării și distribuției emisiunilor TV. În acest timp, Charest a fost producător sau producător executiv pentru zeci de serii populare de animație pentru copii, inclusiv " The Wonderful Wizard of Oz, Craciunul de animale (serialul TV) | Crackers de animale]],  , 'Mona the Vampire' ' "The Wombles". Ca o companie de producție, Cinar a fost, de asemenea, implicat în lucrarea "" [Te temi de întuneric (serialul TV) | Te temi de întuneric?]], "[[[The Busy World of Richard Scarry ]], , ['Madeline (serialul TV) | Madeline]],' 'Cazuri spațiale,Zoboomafoo, Și  Johnny Test . Până în 1999, Cinar a încasat venituri anuale de 150 milioane de dolari și a deținut aproximativ 1,5 miliarde de dolari (USD) din piața de televiziune a copiilor. Compania a devenit cunoscută pentru programe de calitate, non-violente pentru copii, difuzate în mai mult de 150 de țări și a fost unul dintre partenerii fondatori ai canalului de televiziune prin cablu canadian Teletoon.

## Scandalul
În martie 2000, succesul lui Charest, Weinberg și al CINAR a fost umbrit de un scandal financiar. Un audit intern a dezvăluit că aproximativ 122 de milioane de dolari (SUA) au fost investiți în conturi bancare din Bahamas fără aprobarea membrilor consiliului de administrație. De asemenea, CINAR a plătit scenariști americani pentru munca depusă, în timp ce continua să primească subvenții din partea Guvernului Canadei pentru conținut. CINAR a creditat numele unor canadieni, inclusiv al surorii lui Charest, Helene, prin intermediul pseudonimului Eric Alexandre, pentru lucrări pe care aceștia nu le-au realizat, permițând companiei să beneficieze de credite fiscale canadiene. În ciuda acestor acuzații, nu a fost depusă nicio plângere penală în provincia Quebec, iar CINAR a negat orice abatere, alegând să plătească o despăgubire de 17,8 milioane de dolari canadieni (CAD) autorităților fiscale canadiene și din Quebec și alte 2,6 milioane de dolari canadieni (CAD) către Telefilm Canada, o agenție de finanțare federală canadiană. În urma dezvăluirilor, valoarea acțiunilor CINAR s-a prăbușit, iar compania a fost retrasă de la tranzacționare.
În 2001, Charest și Weinberg au ajuns la un acord de soluționare cu Comisia Valorilor Mobiliare din Quebec. Aceștia au fost de acord să plătească câte un milion de dolari fiecare și li s-a interzis să mai ocupe funcția de directori sau funcționari la orice companie canadiană cotată la bursă timp de cinci ani. Deși nu au recunoscut nicio vinovăție, această interdicție a fost impusă ca urmare a acuzațiilor aduse împotriva lor în urma scandalului financiar.
În martie 2004, CINAR a fost vândută pentru mai mult de 140 de milioane de dolari (SUA) către un grup condus de cofondatorul Nelvana, Michael Hirsh. Se pare că Charest și Weinberg au primit 18 milioane de dolari (SUA) pentru acțiunile lor în companie în urma acestei tranzacții.
În august 2009, Claude Robinson, un grafician și scriitor, a câștigat un proces privind drepturile de autor împotriva CINAR, Weinberg, Charest și Co. Robinson a susținut că lucrarea sa, Robinson Curiosité, a fost plagiată pentru un serial animat de succes internațional intitulat Robinson Sucroe.

## Decesul
Charest a decedat la vârsta de 51 de ani, pe 14 aprilie 2004, în urma unei operații de chirurgie plastică elective. Raportul medicului legist a indicat că moartea ar fi putut fi prevenită. Charest se simțea bine după operație, dar nivelul de oxigen a scăzut la 44% în camera de recuperare, fără ca asistentele să observe. Jacques Ramsay, medicul legist, a declarat că "în opinia mea, alarma de pe saturometrul de oxigen nu era pornită. Dar acesta era în stare de funcționare. Nu am putut ști de ce." Ramsay a criticat întârzierile și imprecizia din notele medicale.
În urma anchetei sindicatului Collège des médecins du Québec, anestezistul Maurice Trahan a demisionat. Cu toate acestea, ministrul de atunci al Justiției din Quebec, Yvon Marcoux, a refuzat să deschidă o procedură penală. După decesul ei, Charest a fost supraviețuită de soțul ei, Ronald A. Weinberg, și de cei doi fii ai lor, Eric și Alex.

## Documentarul lui Francine Pelletier
În 2008, jurnalista Francine Pelletier a lansat un documentar intitulat "La femme qui ne se voyait plus aller" despre ascensiunea și decăderea lui Micheline Charest. Soțul acesteia, Ronald Weinberg, a încercat să împiedice difuzarea filmului prin acțiuni în justiție, dar fără succes. Compania care a finanțat documentarul, Productions Virage, a declarat că Weinberg nu a acordat un interviu în timpul filmărilor, dar a dorit să vadă filmul înainte de difuzarea sa.
1. ↑  „Times Staff and Wire Reports (16 April 2004)”.
2. ↑  „"Micheline Charest, co-founder of Cinar, dies"”. Arhivat din original la 27 aprilie 2006. Accesat în 21 aprilie 2023.